# Burguillos de Toledo
Burguillos de Toledo – gmina w Hiszpanii, w prowincji Toledo, w Kastylii-La Mancha, o powierzchni 28,49 km². W 2011 roku gmina liczyła 2789 mieszkańców.